# Sebastian Eder
Sebastian Eder (* 12. Juli 1955 in Hochfilzen) ist ein ehemaliger österreichischer Politiker (ÖVP) und Arzt. Eder war von 2006 bis 2008 Abgeordneter zum Nationalrat.

## Leben
Nach dem Besuch der Volksschule Hochfilzen und des Gymnasiums in St. Johann in Tirol absolvierte Eder zwischen 1973 und 1981 ein Studium der Medizin an der Universität Innsbruck. 1981 leistete Eder seinen Präsenzdienst ab. Eder war zwischen 1979 und 1982 als Turnusarzt am Krankenhaus Wels sowie im Krankenhaus Schwarzach tätig, von 1982 bis 1983 arbeitete er als Assistenzarzt im Rehabzentrum Saalfelden. Eder ist seit 1983 als Arzt für Allgemeinmedizin in Fieberbrunn tätig und war zwischen 1989 und 2006 Vertragsarzt des österreichischen Bundesheeres. Nach seinem Ausscheiden aus dem Nationalrat kündigte Eder an, seine Arztpraxis nicht wieder eröffnen zu wollen und stattdessen wieder in den Bundesheerdienst zurückzukehren. Zudem wurde Eder im November 2008 zum Landesobmann des „Forums Land“ gewählt.
Eder ist seit 1992 Mitglied des Gemeinderates von Hochfilzen und gehörte von 1998 bis 2004 dem Gemeindevorstand an. 2004 übernahm er das Amt des Bürgermeisters. Am 1. Oktober 2006 wurde er mit insgesamt 6409 Vorzugsstimmen als Vertreter der Bezirke Kufstein und Kitzbühel in den Österreichischen Nationalrat gewählt, dem er vom 30. Oktober 2006 bis zum 27. Oktober 2008 angehörte.
2015 trat er als Bürgermeister zurück, sein Nachfolger wurde Konrad Walk.